# Alessandria della Rocca
Alessandria della Rocca (Lisciànnira di la Rocca trong tiếng Sicilia) là một thị xã nông nghiệp nhỏ ở vùng Sicilia của tỉnh Agrigento, Italia. Nhiều cư dân của thị xã này đã di cư đến Mỹ, đặc biệt là đến Tampa, Florida vào cuối thế kỷ 19 và đầu thế kỷ 20. Thị xã này có diện tích 61 km2, dân số 3787 người.